# Lucy (sonda espacial)

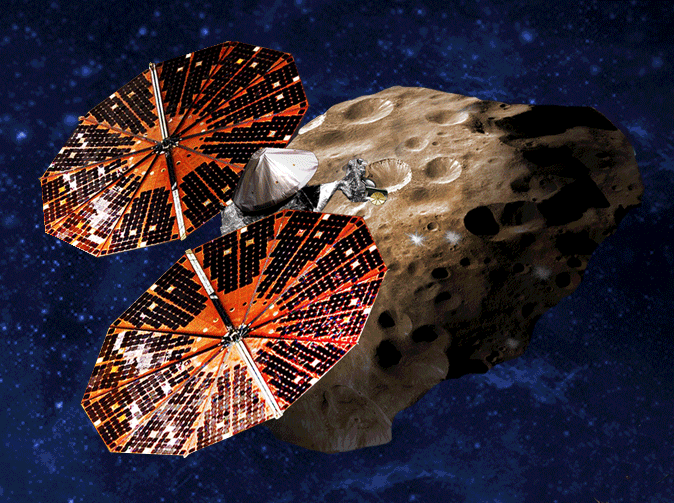
Impressão artística da sonda Lucy realizando um sobrevoo de um troiano de Júpiter.

Lucy é uma sonda espacial da NASA lançada no dia 16 de outubro de 2021 que visitará cinco troianos de Júpiter, asteroides que compartilham a órbita de Júpiter em torno do Sol, orbitando à frente ou atrás do planeta.
Em 4 de janeiro de 2017, a Lucy foi escolhida, juntamente com a missão Psyche, como as próximas missões do Programa Discovery da NASA.
A nomenclatura da missão faz referência ao icônico fóssil do hominídeo "Lucy", porque o estudo dos troianos poderá revelar os "fósseis da formação dos planetas": materiais que aglomeraram-se na história adiantada do Sistema Solar para formar planetas e outros corpos. O próprio Australopithecus foi nomeado devido a uma canção dos Beatles, "Lucy in the Sky with Diamonds".